# Pláucia Urgulanila
Pláucia Urgulanila, ou Pláucia Herculanila, foi a primeira esposa de Cláudio, casada com ele antes dele se tornar imperador romano. Segundo Lorenzo Patarolo (que a denomina a terceira esposa de Cláudio, pois este autor inclui como esposas as duas noivas de Cláudio), outra forma do seu nome seria Herculanilla.

## Origem
De acordo com Pierre Bayle, ela era um dos quatro filhos de Marco Pláucio Silvano, filho de Urgulânia e cônsul em 2 a.C.. Seus irmãos eram Marco Pláucio Silvano, acusado de defenestrar sua esposa, Públio Pláucio Pulcro, governador da Sicília e áugure, e Aulo Pláucio Urgulânio, que morreu aos nove anos.

## História
Cláudio havia ficado noivo duas vezes, quando jovem. Sua primeira noiva foi Emília Lépida, bisneta de Augusto, mas o noivado foi desfeito porque os pais da noiva haviam ofendido Augusto. Sua segunda noiva foi Lívia Medulina, de sobrenome Camila, descendente de Camilo, o ditador, mas ela ficou doente e morreu no dia do casamento.
Ele então se casou com Pláucia Urgulanila, cujo pai havia sido honrado com um triunfo.
Cláudio se separou de Urgulanila por causa da sua escandalosa promiscuidade, e por ela ser suspeita de assassinato. Após Urgulanila, Cláudio se casou com Aélia Paetina, filha de um ex-cônsul, de quem ele se divorciou por motivos banais, com Valéria Messalina, filha do cônsul Marco Valério Messala Barbato, que foi executada, e com sua sobrinha Agripina, a mãe de Nero.

## Família
Cláudio teve filhos com três de suas esposas:
- Druso e Cláudia, filhos de Urgulanila
- Antônia, filha de Paetina
- Otávia e Germânico, mais tarde chamado de Britânico, filhos de Messalina.

Druso, filho de Cláudio e Urgulanila, morreu por engasgo antes de chegar à idade adulta. Cláudia nasceu cinco meses depois do divórcio, e seria filha do liberto Boter; Cláudio começou a criá-la, mas depois jogou-a, nua, na porta da casa de sua mãe, deserdada.
Tibério Pláucio Silvano Eliano, que foi cônsul em 45 e em 74, era filho de um de seus irmãos e foi adotado por Urgulanila.